# Таурошишкі
Таурошишкі (пол. Tauroszyszki) — село в Польщі, у гміні Пунськ Сейненського повіту Підляського воєводства.
Населення — 56 осіб (2011).
У 1975-1998 роках село належало до Сувальського воєводства.

## Демографія
Демографічна структура станом на 31 березня 2011 року:
|          | Загалом | Допрацездатний вік | Працездатний вік | Постпрацездатний вік |
| -------- | ------- | ------------------ | ---------------- | -------------------- |
| Чоловіки | 28      | 2                  | 21               | 5                    |
| Жінки    | 28      | 5                  | 15               | 8                    |
| Разом    | 56      | 7                  | 36               | 13                   |